# Wangaratta
Wangaratta – miasto w Australii w stanie Wiktoria, położone nad rzeką Ovens, 230 km od Melbourne. Jest stolicą diecezji, zamieszkaną przez ponad 17 000 ludzi i najbardziej zaludnionym miastem w tym obszarze samorządu lokalnego. Jest położona około 230 km od Melbourne, 45 km na południowy zachód od miasta Benalla i 72 km na północny wschód od miasta Albury-Woodonga, wzdłuż autostrady Hume Highway, nad skrzyżowaniem rzeki Ovens z King, które mają swe źródło w Wielkich Górach Wododziałowych.

## Nazwa Miasta
Dawniej istniał spór na temat wymowy pierwszej sylaby nazwy miasta. Jedna ze stron uważała, iż poprawną formą jest wymowa „Wong”, inni natomiast, że „Wang”. Forma „Wong” nigdy nie zdobyła dużej popularności, nie licząc samych mieszkańców miasta. W latach 80 XX wieku wymowa „Wong” została oficjalnie wyparta w deklaracji Rady Miasta Wangaratta. Pomimo tego faktu wielu ludzi, głównie starszych mieszkańców, nadal wymawia pierwszą sylabę miasta jako „Wong”. 

## Historia
Rdzennymi mieszkańcami tych terenów byli Aborygeni Pangerang (Pallanganmiddang, WayWurru, Waveroo), którzy posługiwali się językiem z rodziny języków pama-njungaskich.
Hume i Hovell, pierwsi Europejscy odkrywcy, przejeżdżający przez te tereny w 1824 roku, nazwali południową część Wangaratty Oxley Plains. Zgodnie z raportem majora Thomasa Mitchella z 1836 roku, tereny dzisiejszej Wangaratty miały korzystne warunki pastewne. Jednak dopiero, przybyły w 1838 roku, Thomas Rattray założył na tych terenach osadę, która początkowo miała nazwę „Oven Crossing”.
Poczta Ovens była pierwszą pocztą w okolicy, która została otwarta 1 lutego 1843. Wraz z działającą od tego samego dnia pocztą w mieście Klimore, były piątą i szóstą z kolei pocztą, otwartą na terenach kolonii Nowej Południowej Walii (Dystrykt Port Philip).
Nazwa Wangaratta została nadana przez kolonialnego inspektora, Thomasa Wedge w 1848 roku. Była ona zaczerpnięta z nazwy miejsca hodowli bydła. Istnieje także teoria, iż nazwa wywodzi się z języka rdzennych mieszkańców i oznacza „miejsce gniazdowania kormoranów” lubi „spotkanie dwóch wód”. Wkrótce później nastąpiła pierwsza sprzedaż ziem, a miasto w owym czasie liczyło około 200 mieszkańców. William Bindall ustanowił pierwszą szkołę, która mieściła się na ulicy Chisolm i liczyła 17 uczniów. W lutym 1852 roku w okolicy Beechworth odnaleziono złoto, co spowodowało, iż pod koniec roku 8 000 poszukiwaczy przybyło na tereny Ovens i Beechworth. Wangaratta stała się głównym miejscem handlu tego cennego kruszcu. W efekcie tychże wydarzeń powstał most łączący Wangartte z miastem Ovens.
19 czerwca 1863 roku, rada składająca się z siedmiu członków ustanowiła Wangarattę gminą.
W latach 70 XIX wieku nastąpił rozwój infrastruktury i usług, w tym także powstanie sieci wodociągowej. W 1871 roku został otwarty szpital, a rok później powstała ochotnicza straż pożarna. Od dnia 28 września 1873 miasto jest połączone z Melbourne szlakiem kolejowym.
Dnia 28 czerwca 1880 roku w małym miasteczku Glenrowan, które znajduje się w odległości około 10 km od Wangaratty, miała miejsce strzelanina, w wyniku której pojmano najsłynniejszego Australijskiego zbiegłego skazańca – Neda Kelly’ego. 
W 1883 roku miasto połączyło się drogą kolejową z Sydney.
Pod koniec XIX wieku miasto liczyło 2 500 mieszkańców. Rozkwitło pod względem budowli budynków komercyjnych, religijnych i imponujących hoteli.
Ponad tysiąc ludzi było zatrudnionych we włókienniczym zakładzie przemysłowym Bruck’a, który powstał w 1946 roku.
Wangaratta otrzymała prawa miejskie w 1959 roku, gdy liczba mieszkańców wynosiła 12 000. W 1980 roku powstały nowe miejskie urzędy, które stały się główną siedzibą władz miasta po fuzji władz samorządowych w 1995 roku. 

## Geografia i rzeźba terenu
Geograficzny układ miasta jest niezwykły, ponieważ dzielnica biznesowa znajduje się skraju północno-wschodnim części urbanistycznej i jest oddalona od przedmieść tylko od południa i zachodu. Powodem takiego rozmieszczenia jest fakt, iż tereny za rzekami na północy i wschodzie są nieodpowiednie dla budownictwa, ze względu częste powodzie. Dlatego też, te tereny przestały stanowić okręg biznesowy w latach 90 XX wieku. Pomimo iż w tym samym czasie zbudowano wały przeciwpowodziowe, rozwój na tych terenach następuje bardzo powoli.
Do budynków godnych uwagi należą: anglikańska Katedra Świętej Trójcy oraz kościół Świętego Patryka, a także ekscentryczny budynek sądu w stylu art déco.

## Klimat
Wangaratta leży w strefie klimatu umiarkowanego ciepłego z gorącym i suchym latem oraz chłodną i względnie deszczową zimą. W tej części kontynentu obserwuje się wszystkie cztery pory roku. Ze względu na lokalizacje kontynentu na południowej półkuli pory roku są tu odwrotne niż na północnej. Tak więc od grudnia do lutego jest tu lato, a z kolei zima trwa od czerwca do sierpnia.
Z racji lokalizacji miasta w górzystej części kontynentu i bliskości Gór Śnieżnych panuje w tym regionie stosunkowo deszczowy i chłodny klimat zimą. Chociaż opady śniegu są skąpe (pokrywa śniegowa w trakcie zimy się nie utrzymuje) i najniższe temperatury w ciągu dnia są dość łagodne(średnio niespadające poniżej 2 °C), to zimne powietrze napływające z gór może powodować lokalnie poranne, zimowe oszronienia. 
W najcieplejszych miesiącach letnich temperatury sięgają tu 30 °C i występuje mała liczba dni z opadami atmosferycznymi, które o tej porze roku pojawiają się najczęściej w postaci burz. Sporadyczne upały powodowane są napływającymi masami gorącego i suchego powietrza znad Australijskich pustyń. Upały wysoko przekraczające 40 °C nawiedzają Wangarattę średnio 2, do 4 razy w roku. Jednakże znaczące zróżnicowanie temperatur w krótkich odstępach czasu jest częste z uwagi na zimne fronty atmosferyczne następujące zaraz po falach upałów. Roczna suma opadów w tym rejonie sięga 620mm rocznie, z czego dominują opady zimowe, powodowane przez przelotne fronty atmosferyczne. Burzy z piorunami można się spodziewać o każdej porze roku, jednak przeważająca ich ilość występuje w okresie wiosenno-letnim. 
Rekordowo wysokie temperatury stycznia i lutego wahają się w okolicach prawie 46 kreski termometru, a z kolei rekordowo niska temperatura zimy to ponad 7 stopni poniżej 0 °C zanotowane w czerwcu.
| Miesiąc                          | Sty  | Lut  | Mar  | Kwi  | Maj  | Cze  | Lip  | Sie  | Wrz  | Paź  | Lis  | Gru  | Roczna |
| -------------------------------- | ---- | ---- | ---- | ---- | ---- | ---- | ---- | ---- | ---- | ---- | ---- | ---- | ------ |
| Rekordowo wysokie temperatury °C | 45,8 | 45,8 | 39,2 | 33,9 | 27,9 | 21,7 | 19,0 | 23,1 | 29,3 | 35,8 | 41,4 | 41,6 | 45,8   |
| Średnie najwyższe temperatury °C | 31,9 | 30,9 | 27,4 | 22,4 | 17,5 | 14,0 | 12,9 | 14,5 | 17,5 | 21,2 | 25,7 | 28,9 | 22,1   |
| Średnie najniższe temperatury °C | 14,1 | 13,9 | 10,6 | 6,8  | 4,2  | 3,0  | 2,4  | 3,0  | 4,6  | 6,4  | 9,5  | 11,6 | 7,5    |
| Rekordowo niskie temperatury °C  | 3,5  | 3,0  | 1,1  | −2,7 | −5,0 | −7,2 | −4,9 | −6,3 | −3,3 | −3,3 | 0,1  | 0,9  | −7,2   |
| Opady mm                         | 40,0 | 48,5 | 41,5 | 38,5 | 57,7 | 67,6 | 66,6 | 58,4 | 55,0 | 51,7 | 53,5 | 41,9 | 620,9  |
| Średnia liczba dni z opadami     | 5,2  | 5,7  | 5,2  | 6,5  | 10,2 | 13,7 | 15,8 | 14,5 | 11,8 | 9,1  | 8,2  | 6,8  | 112,7  |

Źródło: Bureau of Meteorology[8]

## Ustrój polityczny i samorządy
Forma administracji publicznej obejmująca dany obszar to samorząd terytorialny, administrowany przez gminę Wangaratta, jednocześnie podlega on pod kolonialną konstytucje stanu Wiktoria. Po połączeniu kilku regionalnych gmin w 1994 roku została utworzona Rada z siedzibą usytuowaną w centralnej części Wangaratty. Miasto jest reprezentowane przez siedmiu Radnych wybieranych za pomocą głosowania pocztowego(do urny nie trzeba stawiać się osobiście, w celu oddania głosu wypełnia się druk pocztowy) na 4-letnią kadencję. Następnie owi radni między sobą dokonują wyboru burmistrza gminy, któremu przypada roczna kadencja.
We wrześniu 2013 roku Rada miasta została odwołana przez władze stanowe. Minister Lokalnego Rządu Stanu Wiktoria, Jeannette Powell, tłumaczyła tę decyzję, twierdząc, iż „Rada nie zdała egzaminu z zapewnienia lokalnej społeczności efektywnego kierownictwa i służby publicznej”. Do 2016 roku, a tym samym do momentu regionalnych wyborów, dotychczasowe obowiązki Rady przejmuje oddelegowany urzędnik stanowy. 
Wangaratta, według podziału polityki stanowej, zalicza się do Zgromadzenia Ustawodawczego okręgu doliny Murray, obecnie prowadzonego przez konserwatywną Narodową Partię Australii. Natomiast na szczeblu polityki federalnej, czyli w Australijskiej Izbie Reprezentantów, Wangaratta zajmuje pozycję jednomandatowego okręgu Indi. Ten pojedynczy mandat gwarantujący miejsce w Australijskiej Izbie Reprezentantów z tytułu występowania w imieniu okręgu Indi. 
Posada reprezentanta Indi uważana była od 1997 roku za pewny i bezpieczny stołek. Do momentu, w którym dotychczasowo sprawująca urząd Sophie Mirabella, jako jedyna w 2013 roku w toku przeprowadzonego na szczeblu federalnym głosowania, straciła urząd na rzecz niezależnej kandydatki Cathy McGowan. Różnica między dwoma kandydatkami zamknęła się w liczbie 431 głosów. Niespodziewana kandydatura McGowan i jej zwycięstwo zostało okrzyknięte ostrzeżeniem dla wszystkich tych, którzy okupują wysokie stanowiska czując się na nich niezagrożeni. 

## Przemysł
Wangaratta jest w swoim regionie wiodącym ośrodkiem skupiającym zakłady produkcyjne, usługi transportowe i dystrybucyjne. Pobliska Dolina Królów jest centrum specyficznego typu przemysłu spożywczego, w tym serowarskiego, oraz wysokorozwiniętego winiarskiego(liczne świetnie prosperujące, zmechanizowane winnice). Lokalna gospodarka jest wyjątkowo urozmaicona i zapewnia to mieszkańcom-pracownikom szeroki przekrój przez zróżnicowane typy biznesów i rozwój wszechstronnego doświadczenia.
Wangaratta, ze względu na swoje strategiczne położenie i doskonałą lądową komunikację z Melbourne, jest powszechnie uznawana za unikalne miejsce do rozpoczęcia działalności gospodarczej. Inne istotne działalności przemysłowe skupione w pobliżu to Bruck Textilies (produkcja materiałów i tkanin wysokiej jakości), oraz Australian Country Spinners (przemysł włókienniczy). 
Ogromną stratą dla miasta było wycofanie się koncernu informatycznego IBM z utworzenia oddziału, co było skutkiem redukcji etatów i cięć budżetowych. 

## Kultura i sport

### Sport

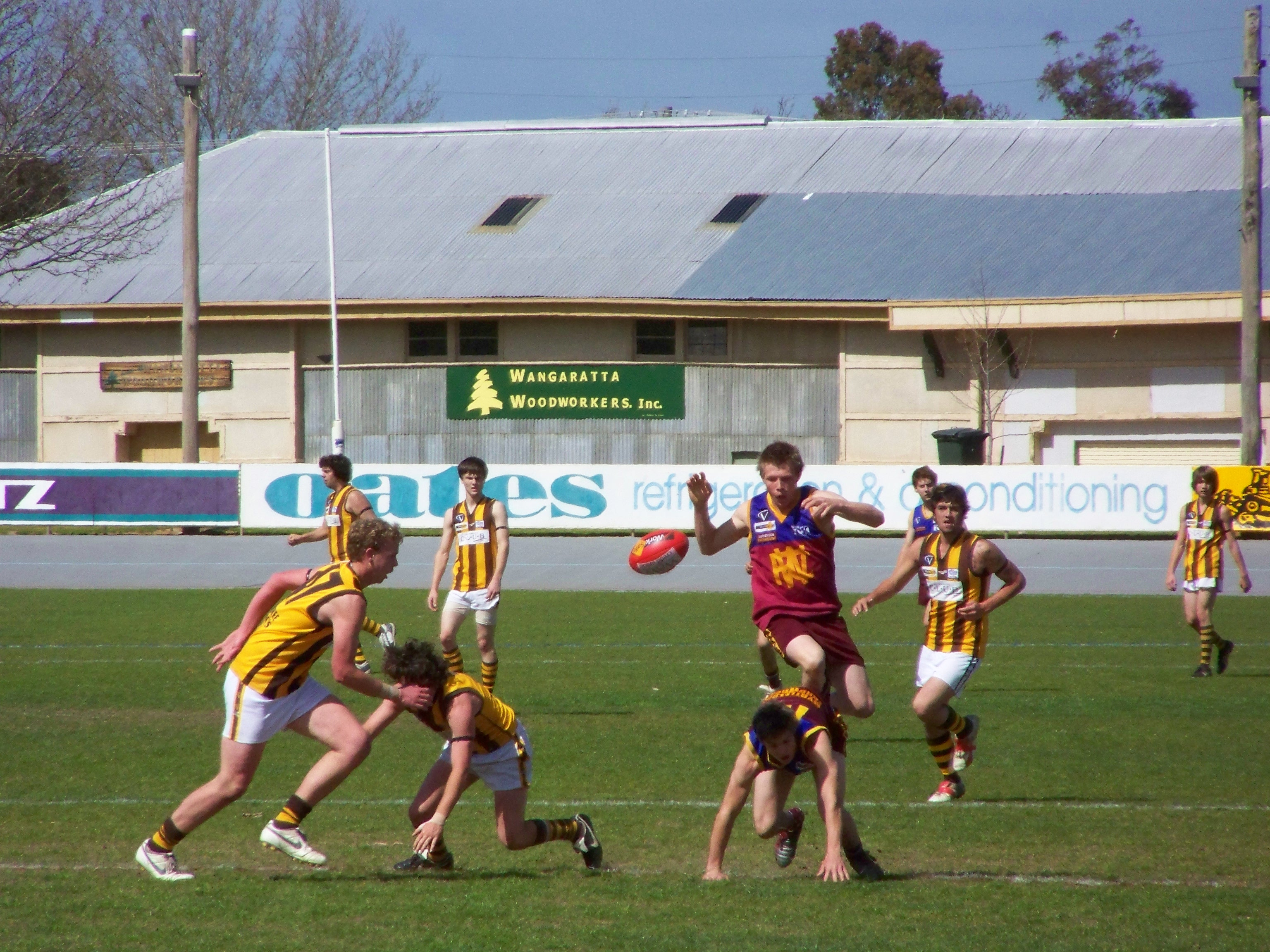
Mecz ligi Victorian Country Football League w mieście Wangaratta

Najpopularniejsze sporty to futbol australijski i krykiet.
W mieście Wangaratta znajdują się 3 kluby futbolu australijskiego. Dwa z nich, Wangaratta Football Club i Wangaratta Rovers uczestniczą w Ovens and Murray Football Netball League (O&MFNL). Trzeci klub, North Wangaratta Football Club, uczestniczy natomiast w Ovens & King Football League. Kluby Rovers i Wangaratta położone blisko siebie odzwierciedlają historyczny podział pomiędzy Katolicyzmem a Protestantyzmem. Członkowie klubu Rovers są w większości Katolikami, a klubu Wangaratta w większości protestantami.
Wangaratta w 2005 roku była gospodarzem kilku meczów podczas międzynarodowych mistrzostw w futbolu australijskim, które od 2002 roku organizowane są co trzy lata przez ligę futbolu australijskiego. Miasto gościło reprezentantów kilku krajów, którzy współzawodniczyli ze sobą w zawodach futbolu australijskiego. Wydarzenie to odbyło się na stadionie miejskim i Showgrounds oraz do tej pory może szczycić się najwyższą odnotowaną frekwencją podczas tych zawodów.
Krykiet w mieście jest zarządzany przez Wangaratta and District Cricket Association (pl. Związek Krykieta Miasta Wangaratta i Okręgu) do którego należą kluby: Wangaratta Magpies, Rovers United, City Colts i Bruck Cricket.
Wangaratta City Football Club założony w 1951 roku należy do Albury Wodonga Football Association (pl. Związek Piłki Nożnej Albury Wodonga). Jest to jedyna drużyna w mieście grająca w piłkę nożną.
W mieście znajduje się klub wyścigów konnych, Wangaratta Turf Club, co roku organizujący około jedenastu wyścigów. Puchar miasta odbywa się co roku w kwietniu.
Dawniej na terenie parku Awian odbywały się wyścigi chartów prowadzone przez Wangaratta Greyhound Racing Club, który został rozwiązany i od tego czasu to miejsce nie jest już wykorzystywane.
Golfiści mogą korzystać z pola golfowego w Klubie Golfowym Wangaratta zlokalizowanym przy ulicy Yarrawonga, lub w Klubie Golfowym Jubilee przy pobliskiej ulicy Wangandary. Kolejne Pole golfowe z 9 dołkami znajduje się na ulicy Boorhaman na północ od miasta.

### Wydarzenia kulturalne i sportowe
Ważnym wydarzeniem w mieście co roku cieszącym się zainteresowaniem tysięcy ludzi jest organizowany od 1990 roku festiwal jazzowy - Wangaratta Festival of Jazz - podczas którego występuje wielu zagranicznych artystów.

## Edukacja
W mieście znajdują się trzy szkoły średnie: Galden Catholic College (prywatna), Cathedral Colledge (prywatna) posiadające dwa kampusy, oraz Wangaratta High School z trzema kampusami. Goulburn Ovens Institute of TAFE posiada w mieście Wangaratta dwa kampusy. W ofercie kampusu Docker Street znajduje się bogaty wybór kierunków poczynając od studiów biznesowych na studiach muzycznych kończąc. W jego centralnej części znajduje się kawiarnia, biblioteka oraz centrum obsługi studentów. Kampus Christensen Lane znajdujący się na peryferiach Wangaratty jest częścią National Centre for Equine Education (pl. Narodowe Centrum Hipologii), oraz oferuje kierunki związane z ogrodnictwem.

## Transport

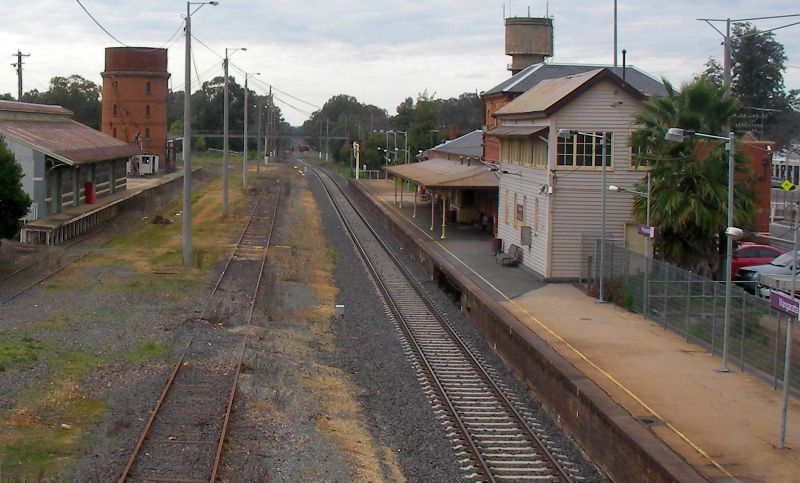
Dworzec kolejowy miasta Wangaratta

W mieście Wangaratta do transportu najczęściej używane są drogi. Autostrada Hume (M31) biegnie obwodnicą na południe i na wschód od miasta. Natomiast przez centrum miasta prowadzi droga C314 która składa się z ulic Murphy i Wangaratta. Miasto znajduje się w miejscu przecięcia kilku innych dróg głównych: Great Alpine (B500), Wangaratta-Yarrawonga (C374), Wangaratta-Whitfield (C521), oraz Wangaratta-Kileera (C523).
Miejska komunikacja autobusowa kursuje co pół godziny w dni robocze i soboty rano po trasie biegnącej pomiędzy West End, dzielnicą biznesową, Yarrunga i od niedawna drogą Yarrawonga.
Transport kolejowy służy zarówno do przewozu pasażerów jak i towarów. Dworzec kolejowy miasta Wangaratta jest jedyną stacją kolejową obsługującą pasażerów. Znajduje się na Północno-Wschodniej linii kolejowej będącej główną linią kolejową łączącą Sydney z Melbourne. Dworzec zwykle obsługuje trzy razy dziennie zakład kolejowy Albury-Wodonga V/Line rail service (jednak V/Line ze względu na projekt rewitalizacji Północno-wschodniej linii kolejowej zmniejszyło ilość połączeń kolejowych i zamiast tego wprowadziło autobusy zastępcze). Dwa razy dziennie w obydwie strony kursuje dalekobieżny pociąg pasażerski (Countrylink XPT)
W przeszłości miasto Wangaratta było węzłem kolejowym w którym zbiegało się kilka pomniejszych połączeń kolejowych, wliczając w to linie Whitfield i Bright, z których wszystkie zostały już zamknięte. Inne krótkie odgałęzienie kolejowe biegło dawniej na wschód od silosu przechowującego zboże, który znajduje się po północnej stronie rzeki Ovens w Boorhaman.
Murray to the Mountains Rail Trail jest szlakiem turystycznym używanym przez rowerzystów i pieszych.
W mieście funkcjonuje małe lokalne lotnisko, Lotnisko Wangaratta.

## Znaczący mieszkańcy
- Ser John Bowser, szef rządu Wiktorii 1917–1918
- Alipate Carlile, australijski zawodnik drużyny futbolu australijskiego Port Adeliade
- Simon Abney-Hastings, piętnasty hrabia Loudoun
- William Ah Ket, chińsko–australijski adwokat
- Barrie Cassidy, dziennikarz polityczny, urodzony w Wangaratta
- Isobelle Jane Carmody, pisarka
- Nick Cave, muzyk
- Ser Ernest Edward „Weary” Dunlop, chirurg
- Steve Johnson, australijski zawodnik futbolu australijskiego drużyny Geelong
- Ben Reid, australijski zawodnik futbolu australijskiego drużyny Collingwood
- Sophie Mirabella, członek Izby Reprezentantów, z okręgu Indi 2001–2013
- Nick Morris, mistrz paraolimpijski w koszykówce męskiej na wózkach, Atlanta 1996
- Dean Woods, mistrz olimpijski w kolarstwie, Los Angeles 1984
- Anne Curtis, filipińska aktorka, piosenkarka, gospodarz programów telewizyjnych